# Будинок на вулиці Галицькій, 15 (Львів)
Будинок за адресою вулиця Галицька, 15 у Львові — багатоквартирний житловий чотириповерховий будинок з магазинним приміщенням на першому поверсі. Постановою Ради Міністрів УРСР № 442 від 06.09.79 р. кам'яниця включена до Національного реєстру пам'яток під охоронним номером 1285.Будинок розташований у квартальній забудові, обмеженої вулицями Галицькою, Староєврейською, Сербською і Братів Рогатинців.

## Історія
Постав будинок 1789 року за кошти Стефана Завалкевича, який звів чотириповерхову будівлю на фундаменті, який залишився тут від старого двоповерхового будинку. 1805 року Стефан Завалкевич записує будинок на Анну Онишкевич, а вже 20 липня 1805 року Анна Онишкевич з чоловіком Андрієм Стажевським та Стефаном Завалкевичом продають цей будинок Франциску-Ксаверію Ільсінгеру, який був власником до 1818 року, а новим власником того року стає Теофіл Пентенер.
Особливих змін будинок не зазнав, у 1870 році було замінено дах, а решту робіт стосувалися дрібних переробок першого поверху, у 1936 році за проектом архітектора Соломона Кайля було перероблено вітрини, а 1937 року вхідний проїзд отримав ажурні ґратки.
За Польщі у магазинних приміщеннях будинку містилися:
- магазин одягу Гандельмана;
- магазин взуття Краха.

З приходом радянської влади тут був магазин «Кінофотоаматор», у 1990-х сюди переїхав магазин хутра «Соболь». Зараз тут крамниця одягу «Цаца».

## Архітектура
Чотири поверховий мурований з каменю та цегли будинок зведений у стилі бароко. Фасад будинку рустований пілястрами з профільованим цегляним карнизом. Над першим та другим поверхом між'ярусні тяги. На другому поверсі виступає балкон зі стильовою кованою огорожею, на трьох ліпних кронштейнах які відновлені 2005 року, після обвалу старих 1995 року. Обабіч балкону під вікнами другого поверху симетрично розміщені об'ємні чоловічі голови. Вікна будинку оздоблені профільованим обрамуванням з лінійними сандриками та поличками.